# 七级镇 (威县)
七级镇，是中华人民共和国河北省邢台市威县下辖的一个乡镇级行政单位。

## 行政区划
七级镇下辖以下地区：
七级堡村、中七级村、东七级村、前七级村、西魏疃村、前魏疃村、后魏疃村、飞乌村、后尹村、马军寨村、前古城村、中古城村、士通村、三元井村、北高庄村、西七级村、太平庄村、高亮村、北双庙村、大里罕村、小里罕村、阎家庄村、前尹村、后古城村、张庄村、韩家庄村、大刘庄村、西范庄村、代家庄村、银边庄村和西现庄村。